# Mumia (fitopatologia)

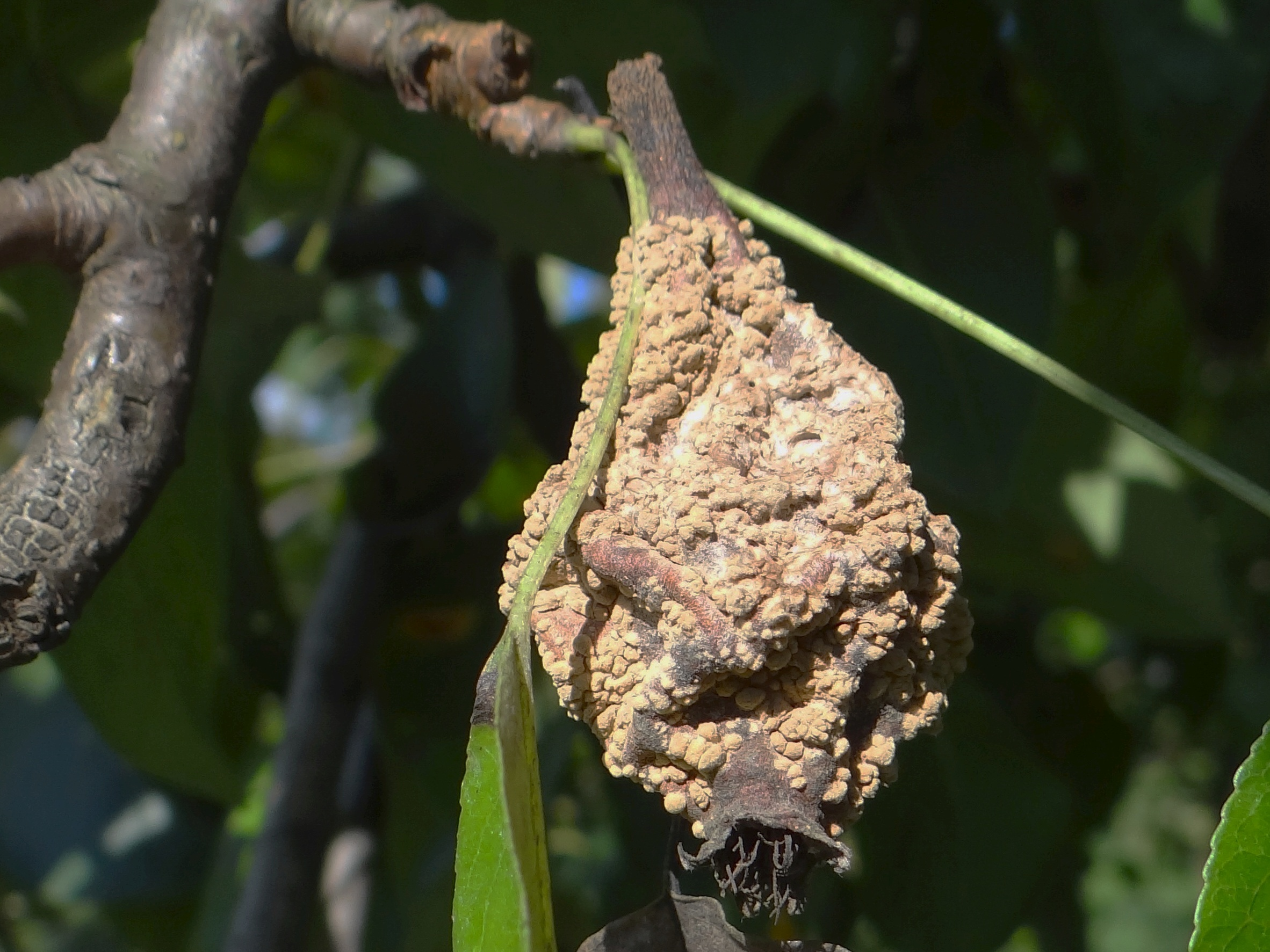
Mumia gruszki

Mumia — wyschnięte szczątki owoców ziarnkowych i pestkowych. Szczątki te składają się z nie do końca rozłożonych fragmentów tkanki miękiszowej przerośniętych grzybnią pasożyta. Grzybnia i szczątki komórek tworzą pseudoskleroty, czyli wegetatywne organy przetrwalnikowe. Mumie owoców najczęściej są czarne, twarde i suche oraz dość trwałe, co wpływa, że ich rozkład zachodzi dopiero w następnym sezonie wegetacyjnym. Na mumiach, przeważnie po 2-krotnym zimowaniu mogą się tworzyć owocniki grzybów Monilinia fructigena i Monilinia laxa.
Mumie są jedną z oznak etiologicznych przy oznaczaniu gatunku patogena, który zaatakował roślinę. Aby zapobiec jego rozprzestrzenianiu się powinny być z drzew usuwane i niszczone.